# Dolní Krupá u Mnichova Hradiště
Dolní Krupá (deutsch Nieder Krupai) ist eine Gemeinde  im Okres Mladá Boleslav, Tschechien. Sie befindet sich unmittelbar am südlichen Rand des ehemaligen Truppenübungsplatzes Ralsko.

## Geografie

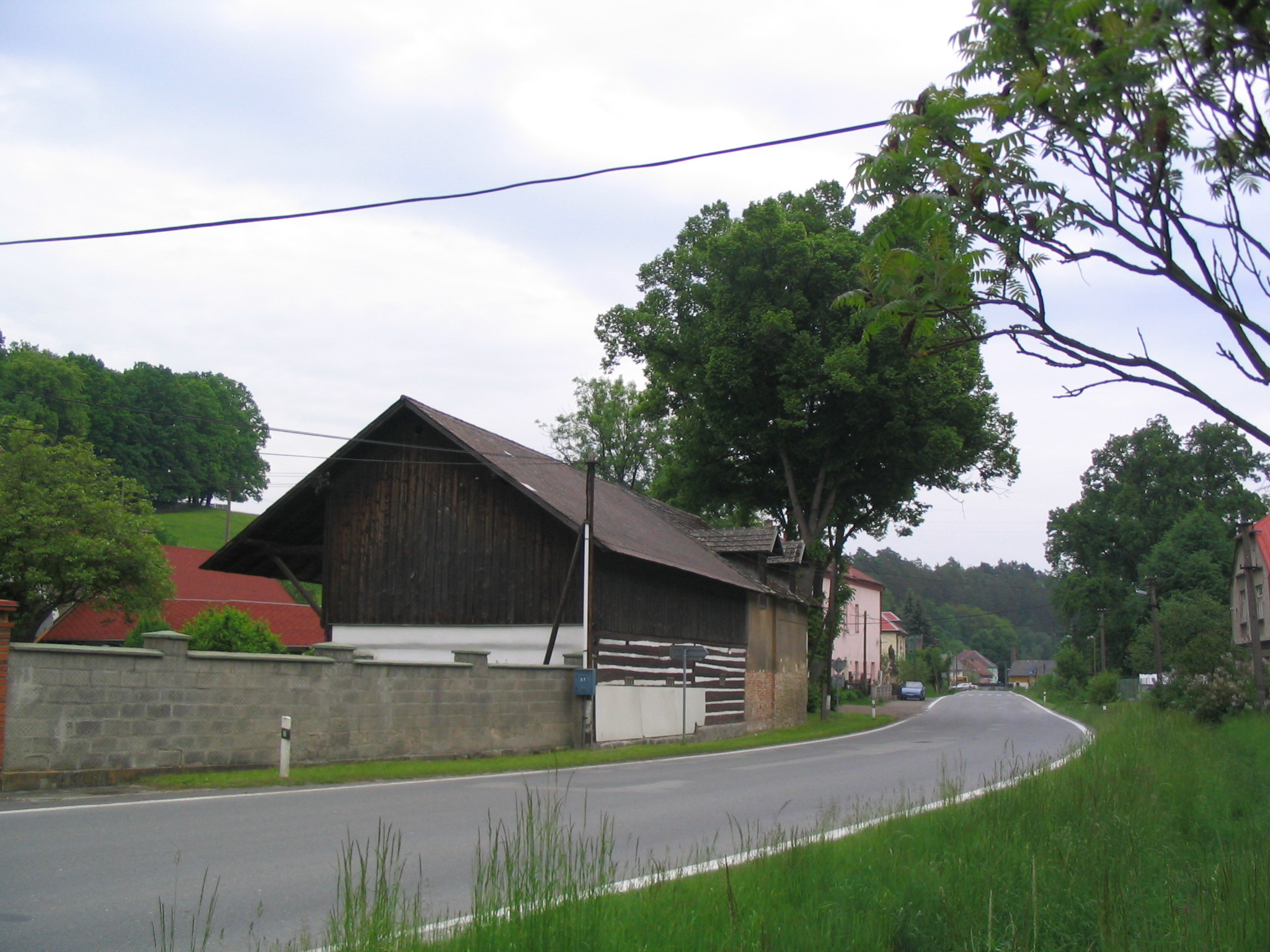
Das Straßendorf Dolní Krupá

Das Straßendorf liegt an der Straße Nr. 268 von Mnichovo Hradiště nach Mimoň. Es ist an drei Seiten von ausgedehnten Wäldern umgeben, die seit der Aufhebung des Truppenübungsplatzes größtenteils zur Stadt Ralsko gehören. Im Nordosten grenzt das Katastergebiet an die Gemeinde Rokytá. Im Ortsgebiet entspringt der Bach Rokytka, der bei Nová Ves in die Bělá, einem Nebenfluss der Jizera mündet.

## Geschichte
Dolní Krupá wurde erstmals im Jahre 1229 unter dem Namen „Chrupi“ erwähnt. Noch im 13. Jahrhundert entstand die Kirche, die dem Heiligen Wenzel geweiht ist. Sie gehörte zunächst zur Burg Bezděz, bis der Prager Bischof Tobias sie 1293 als selbständigen Pfarrbezirk bestätigte. Der Ort selbst ging im 14. Jahrhundert in den Besitz des Zisterzienserklosters Hradiště über. Nach dessen Zerstörung in den Hussitenkriegen löste sich die Pfarrgemeinde auf und das Dorf fiel an die Herren von Kuřívody. Der eigenständige Pfarrbezirk wurde erst 1767 erneuert. Er bestand bis 1946 fort.
1775 besaß der Ort Krupá 23 Hausnummern. Seit 1766 gab es zwei Ortsteile. Beide lagen auf der deutschen Seite der Sprachgrenze: Von den 437 Einwohnern, die 1930 in Dolní Krupá ansässig waren, bezeichneten sich 346 als deutsch. Nach dem Münchner Abkommen wurde Nieder Krupai 1938 dem Deutschen Reich zugeschlagen und war bis 1945 dem Landkreis Deutsch Gabel zugeordnet. Während Dolní Krupá auch nach der Vertreibung der deutschen Einwohner als Dorf bestehen blieb und die heutige Gemeinde bildet, wurde Horní Krupá nach dem Zweiten Weltkrieg bei der Errichtung des Truppenübungsplatzes zerstört.

## Sehenswürdigkeiten
- Die Wenzels-Kirche stammt in ihrer heutigen Gestalt aus dem 18. Jahrhundert. Die ursprüngliche Inneneinrichtung im Stil des Barock und des Rokoko wurde im 20. Jahrhundert durch Diebstahl und Zerstörung stark in Mitleidenschaft gezogen.
- Das hölzerne Pfarrhaus wurde 1785 im Stil des Spätbarocks errichtet.